# A-1 HKL 2007./08.
A-1 hrvatska košarkaška liga je bila najviši rang hrvatskog košarkaškog prvenstva. Sudjelovalo je ukupno 14 klubova, a samo natjecanje je imalo više faza. 

Prvakom je postala momčad Zadra.

## Sudionici
- Dubrovnik
- Osijek 2006
- Kvarner Novi Resort, Rijeka
- Alkar, Sinj
- Svjetlost Brod, Slavonski Brod
- Split Croatia osiguranje *
- Šibenik
- Zabok
- Borik Puntamika, Zadar
- Zadar *
- Cedevita, Zagreb
- Cibona, Zagreb *
- Dubrava, Zagreb
- Zagreb Crobenz *

* igrali NLB ligu, prvenstvu se pridružili u Ligi za prvaka

## Ligaški dio

### A-1 liga
```
 Rbr. Naziv                              #uta #pob #por koš-razlika    bod 
 1.   Cedevita Zagreb *                  18   14    4   1586 1388 +198 32 
 2.   Šibenik *                          18   14    4   1610 1486 +124 32 
 3.   Svjetlost Brod (Slavonski Brod) *  18   11    7   1487 1406  +81 29 
 4.   Dubrava Zagreb *                   18   11    7   1469 1409  +60 29 
 5.   Zabok **                           18    9    9   1470 1466   +4 27 
 6.   Borik Puntamika Zadar **           18    8   10   1407 1416   -9 26 
 7.   Alkar Sinj **                      18    7   11   1383 1521 -138 25 
 8.   Kvarner Novi Resort Rijeka **      18    7   11   1522 1621  -99 25 
 9.   Dubrovnik **                       18    6   12   1492 1582  -90 24 
10.   Osijek 2006 **                     18    3   15   1403 1534 -131 21 

* kvalificirali se u A-1 ligu za prvaka
** kvalificirali se u A-1 ligu za ostanak
```

### A-1 liga za prvaka
```
#  Klub                               Uk Pob Por K+   K-    KR  Bod  
1. Zadar *                            14 13   1  1248 1049 +199 27  
2. Split CO *                         14 11   3  1309 1204 +105 25  
3. Cibona Zagreb *                    14 10   4  1300 1147 +153 24  
4. Zagreb Crobenz *                   14 10   4  1206 1111  +95 24  
5. Cedevita Zagreb                    14 6    8  1184 1217  -33 20  
6. Šibenik                            14 3   11  1194 1304 -110 17  
7. Svjetlost Brod (Slavonski Brod)    14 2   12  1091 1324 -233 16  
8. Dubrava Zagreb                     14 1   13  1047 1223 -176 15 
 
* kvalificirali se u doigravanje
```

### A-1 liga za ostanak
```
Rbr. Naziv                      omjer u ligi za ostanak   ukupni međusobni omjer
1.  Borik Puntamika Zadar       10 7 3 759 722 +37 17     20 12  8 1584 1526 +58 32 
2.  Dubrovnik                   10 6 4 880 814 +66 15     20 11  9 1687 1643 +44 31 
3.  Zabok                       10 3 7 782 848 -66 13     20 11  9 1661 1648 +13 31 
4.  Alkar Sinj                  10 4 6 752 783 -31 14     20 10 10 1574 1603 -29 30 
5.  Kvarner Novi Resort Rijeka  10 5 5 815 802 +13 15     20  9 11 1645 1668 -23 29 
6.  Osijek 2006                 10 5 5 846 865 -19 13     20  7 13 1655 1718 -63 27 
```

## Doigravanje
| faza | momčad#1 | omjer | momčad#2      | ut.1 (m#1:m#2) | ut.2 (m#1:m#2) | ut.3 (m#1:m#2) | ut.4 (m#1:m#2) | ut.5 (m#1:m#2) |
| --- | -------- | ----- | ------------- | -------------- | -------------- | -------------- | -------------- | -------------- |
| momčad koja je označena podebljano se plasirala u sljedeću rundu kod rezultata koji je označen podebljano, domaćin je bila momčad#1 kod rezultata prikazanih normalnim fontom domaćin je bila momčad#2 |          |       |               |                |                |                |                |                |
| polufinale | Split CO | 2-1   | Cibona Zagreb | 95:86          | 87:96          | 83:74          |                |                |
| polufinale | Zadar    | 2-1   | Zagreb        | 74:66          | 92:96p         | 74:61          |                |                |
| finale | Zadar    | 3-2   | Split CO      | 76:52          | 77:81          | 100:80         | 79:95          | 89:65          |

## Kvalifikacije za A-1 ligu 2008.
```
Rbr. Naziv  
1.  Kvarner Novi Resort Rijeka 10 8  2 903 794 +109 18 
2.  Trogir                     10 8  2 859 759 +100 18 
3.  Vrijednosnice Darda        10 7  3 900 775 +125 17 
4.  Crikvenica                 10 5  5 805 883  -78 15 
5.  Maksimir Zagreb            10 2  8 752 840  -88 12 
6.  Čakovec                    10 0 10 680 848 -168 10 
```

## Klubovi u međunarodnim natjecanjima
- Euroliga
  - Cibona VIP, Zagreb
- ULEB kup
  - Zadar, Zadar
- FIBA EuroCup
  - Cedevita, Zagreb
  - Zagreb, Zagreb
- NLB liga
  - Split Croatia osiguranje, Split
  - Zadar, Zadar
  - Cibona, Zagreb
  - Zagreb Croatia osiguranje, Zagreb

## Poveznice
- A-2 liga 2007./08.
- Kup Krešimira Ćosića 2007./08.
- NLB liga 2007./08.